# Lambda1 Fornacis
Lambda1 Fornacis (33 Fornacis) é uma estrela na direção da constelação de Fornax. Possui uma ascensão reta de 02h 33m 07.04s e uma declinação de −34° 38′ 59.7″. Sua magnitude aparente é igual a 5.91. Considerando sua distância de 380 anos-luz em relação à Terra, sua magnitude absoluta é igual a 0.58. Pertence à classe espectral K0/K1III.